# 휘세인 아브니 베이

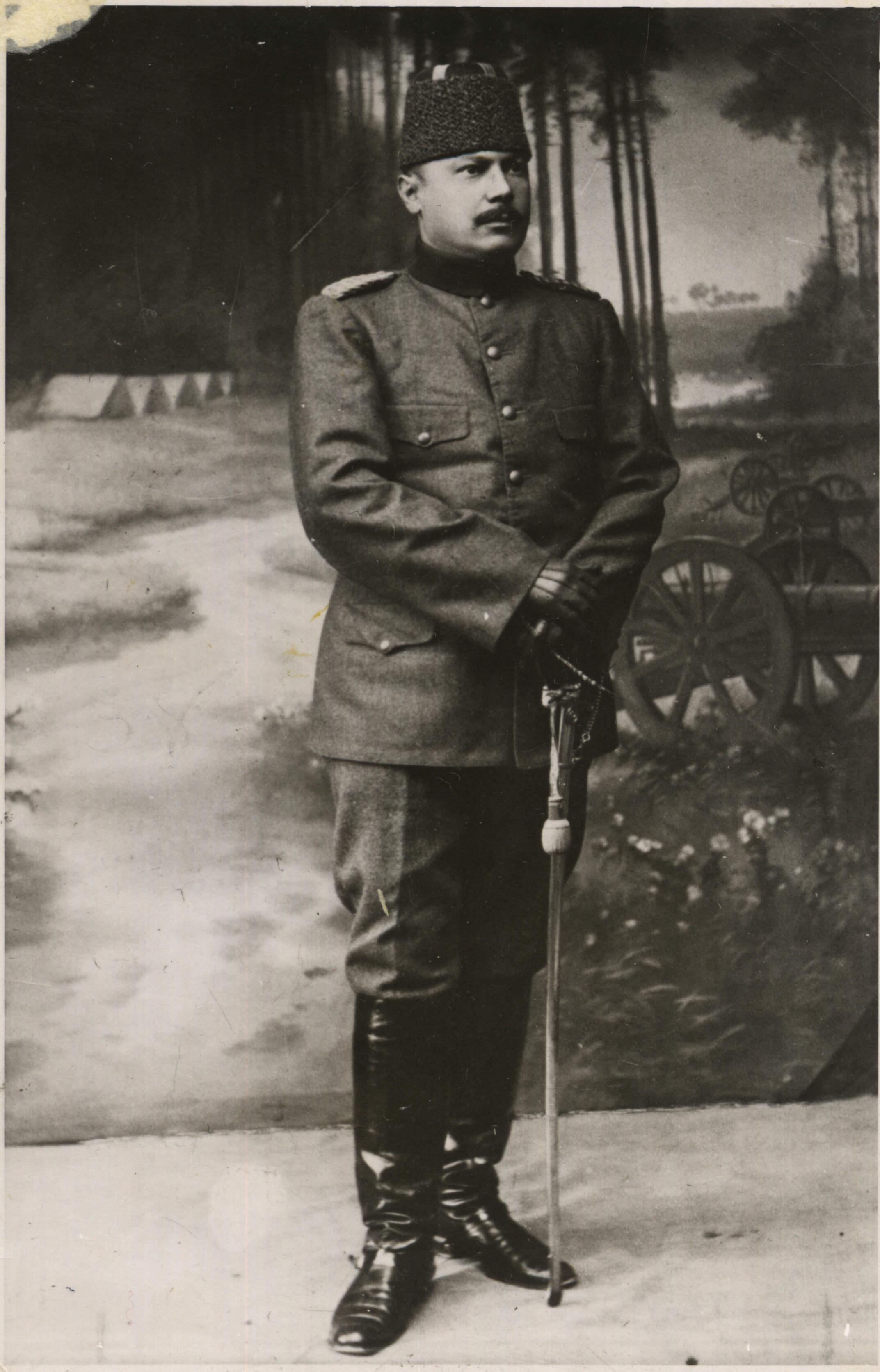
휘세인 아브니 베이

휘세인 아브니 베이(튀르키예어: Hüseyin Avni Bey, 1875년 ~ 1915년 8월 13일)는 오스만 제국의 장교이다.

## 생애
그는 마나스트르(현재의 북마케도니아 비톨라)에서 공무원의 아들로 태어났다. 그는 제1차 세계 대전 중 오스만 제국 제57 보병연대의 지휘관으로 임명되었고, 그 연대는 갈리폴리 전투에 참전했다. 이후 중령으로 승진했다. 1915년 8월 13일 연합국의 포탄이 그의 지휘부에 명중하여 그의 연대참모들과 함께 전사했다. 그가 입었던 전투복은 이스탄불의 군사 박물관에 전시되어 있다.
그의 아들인 테킨 아르부룬은 튀르키예 공군에서 복무했다.